# Cibereng
Cibereng is een bestuurslaag in het regentschap Indramayu van de provincie West-Java, Indonesië. Cibereng telt 5367 inwoners (volkstelling 2010).